# Lingondricka

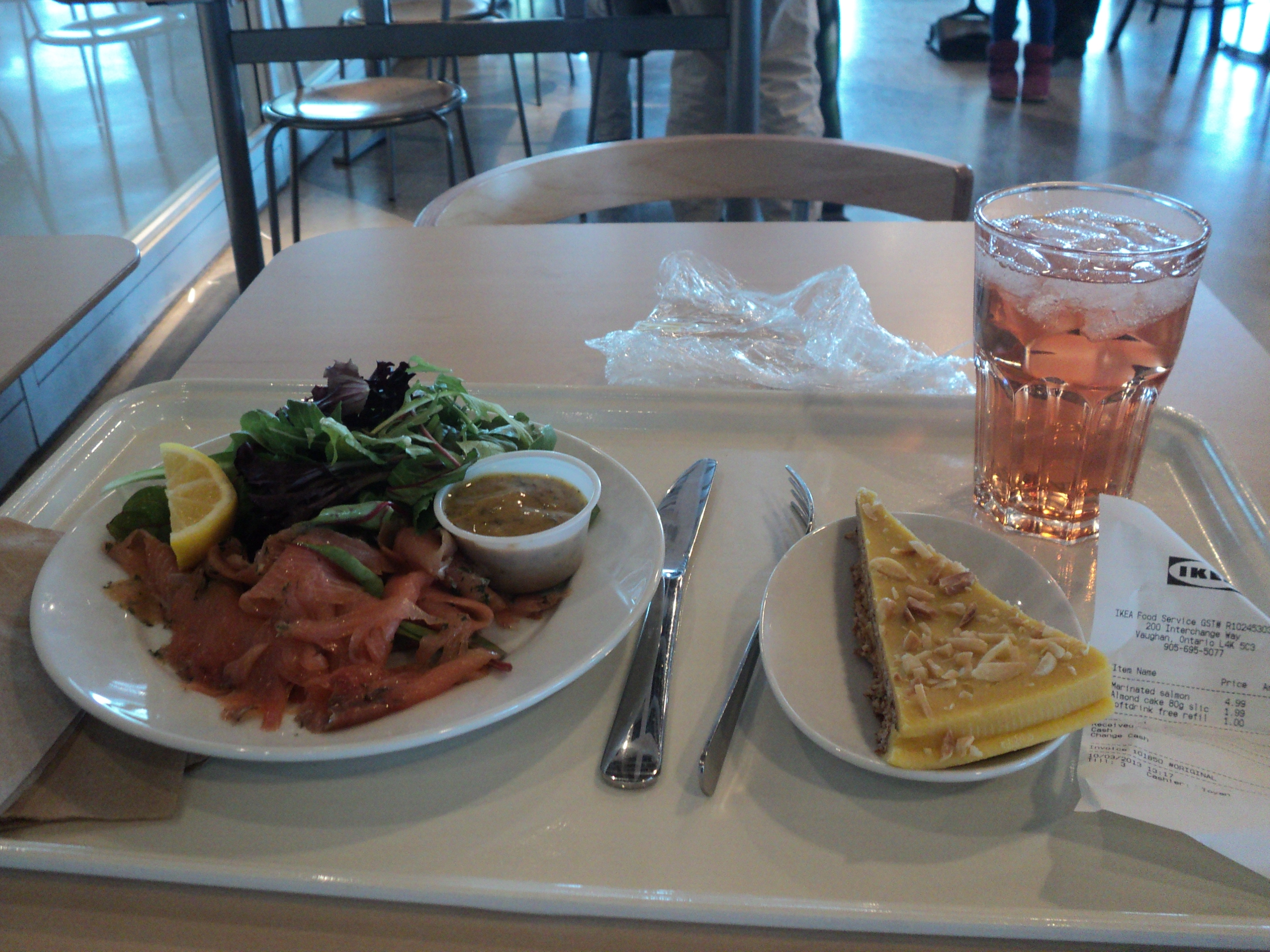
En måltid serverad med lingondricka.

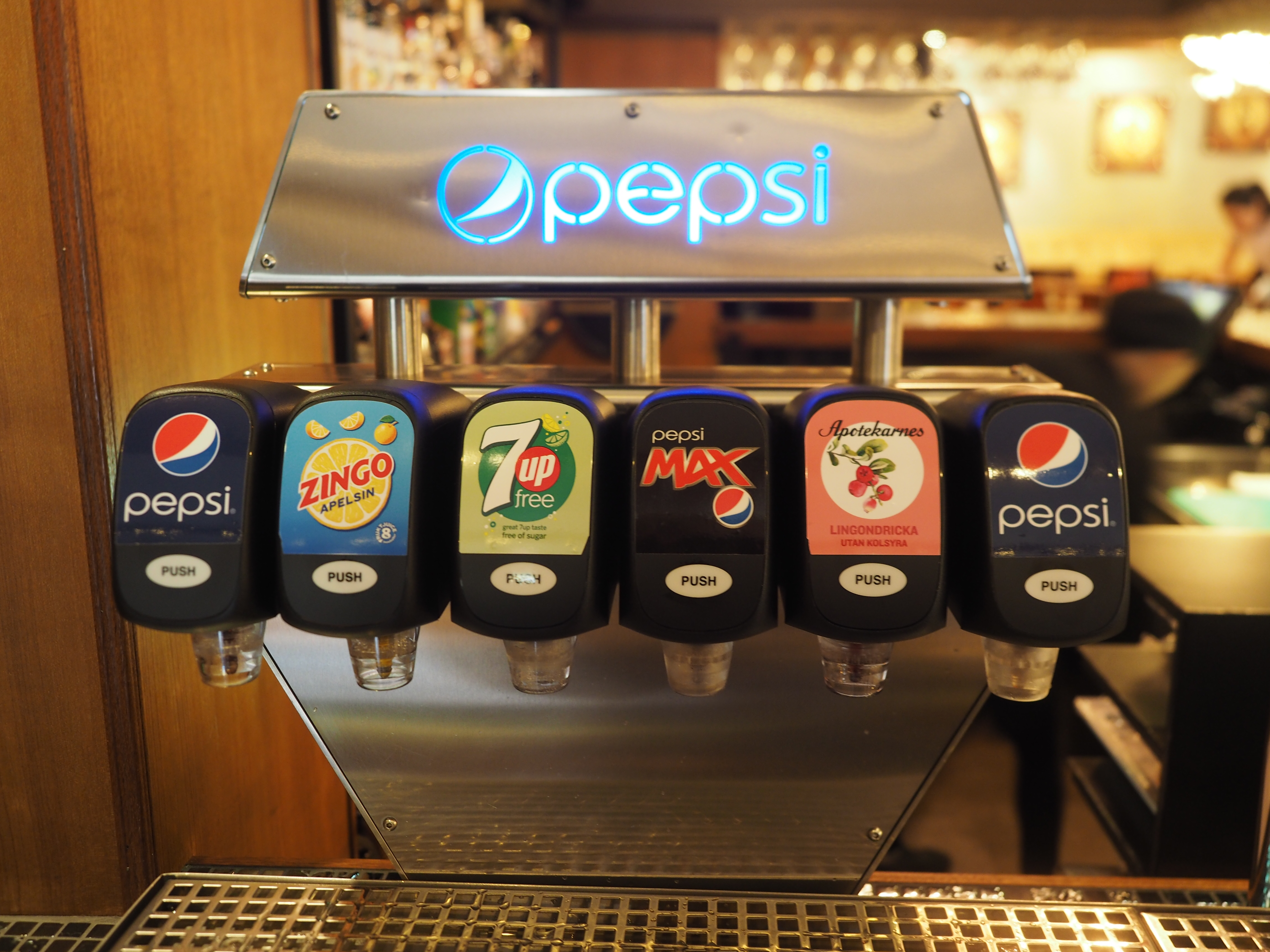
Dryckesautomat med bland annat lingondricka näst längst till höger.

Lingondricka är saft, gjord på lingon. Hållbarheten på lingondricka är inte beroende av tillsatta konserveringsmedel som för andra bärdrycker, då lingon naturligt innehåller bensoesyra. 
Lingondricka kan minska risken att få urinvägsinfektion, enligt en vetenskaplig studie vid Universitetssjukhuset i Uleåborg i Finland.
Vargtass är en grogg som består av vodka och lingondricka.